# Gabara apicalis
Gabara apicalis är en fjärilsart som beskrevs av Smith 1903. Gabara apicalis ingår i släktet Gabara och familjen nattflyn. Inga underarter finns listade i Catalogue of Life.